# Casa Julià (Perpinyà)

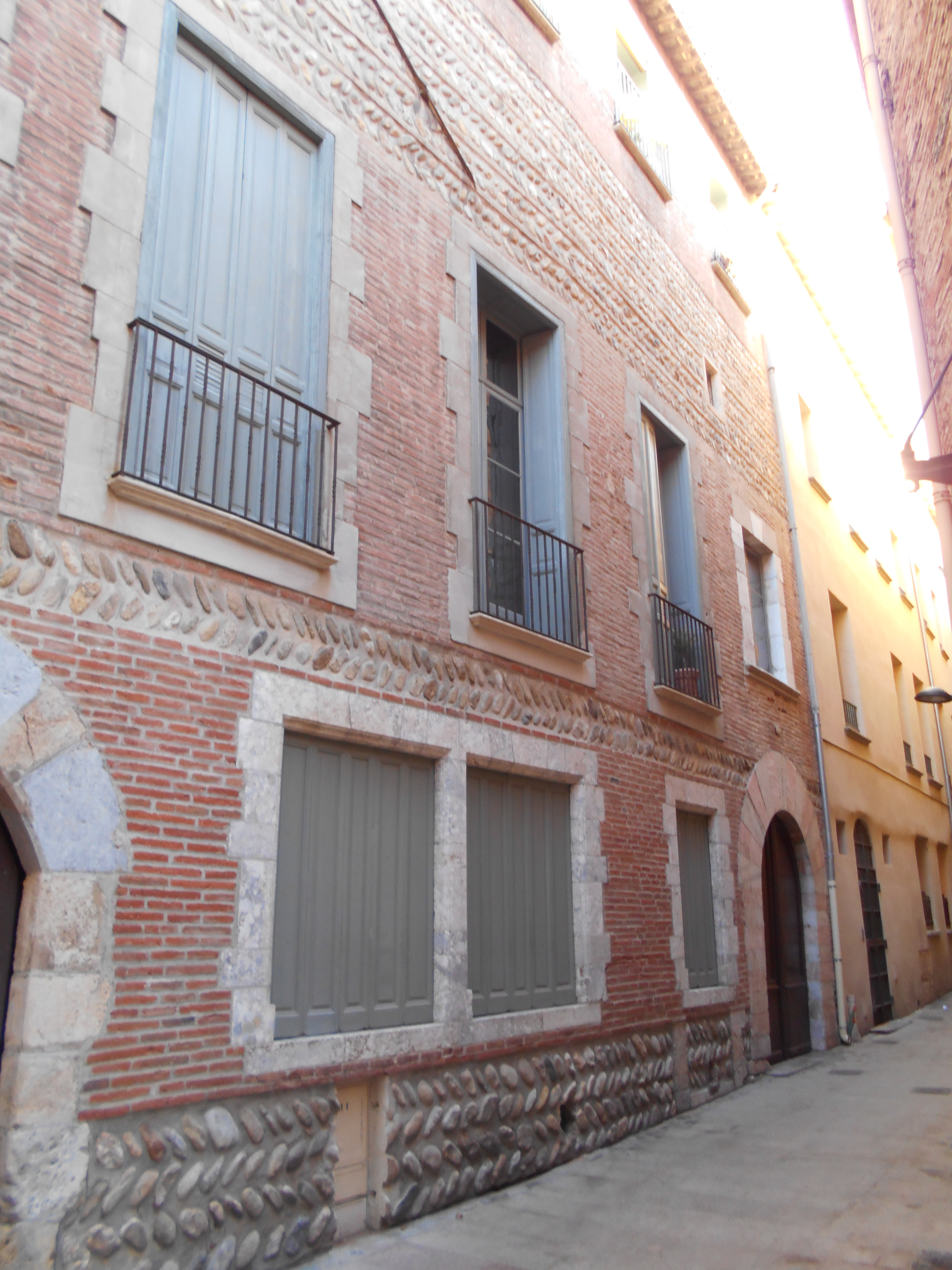
Façada de la casa

La Casa Julià és una casa senyorial de la ciutat de Perpinyà, a la comarca del Rosselló (Catalunya del Nord).
És a l'antic barri dels telaires, activitat particularment pròspera durant l'edat mitjana. És a prop de la plaça de la Llotja, on es concentraven des del 1197, almenys, les autoritats municipals, i els mercaders de Perpinyà, documentats des del 1388. És al número 2 del carrer de les Fàbriques Nebot, molt a prop al nord-oest de la Casa de la Ciutat.

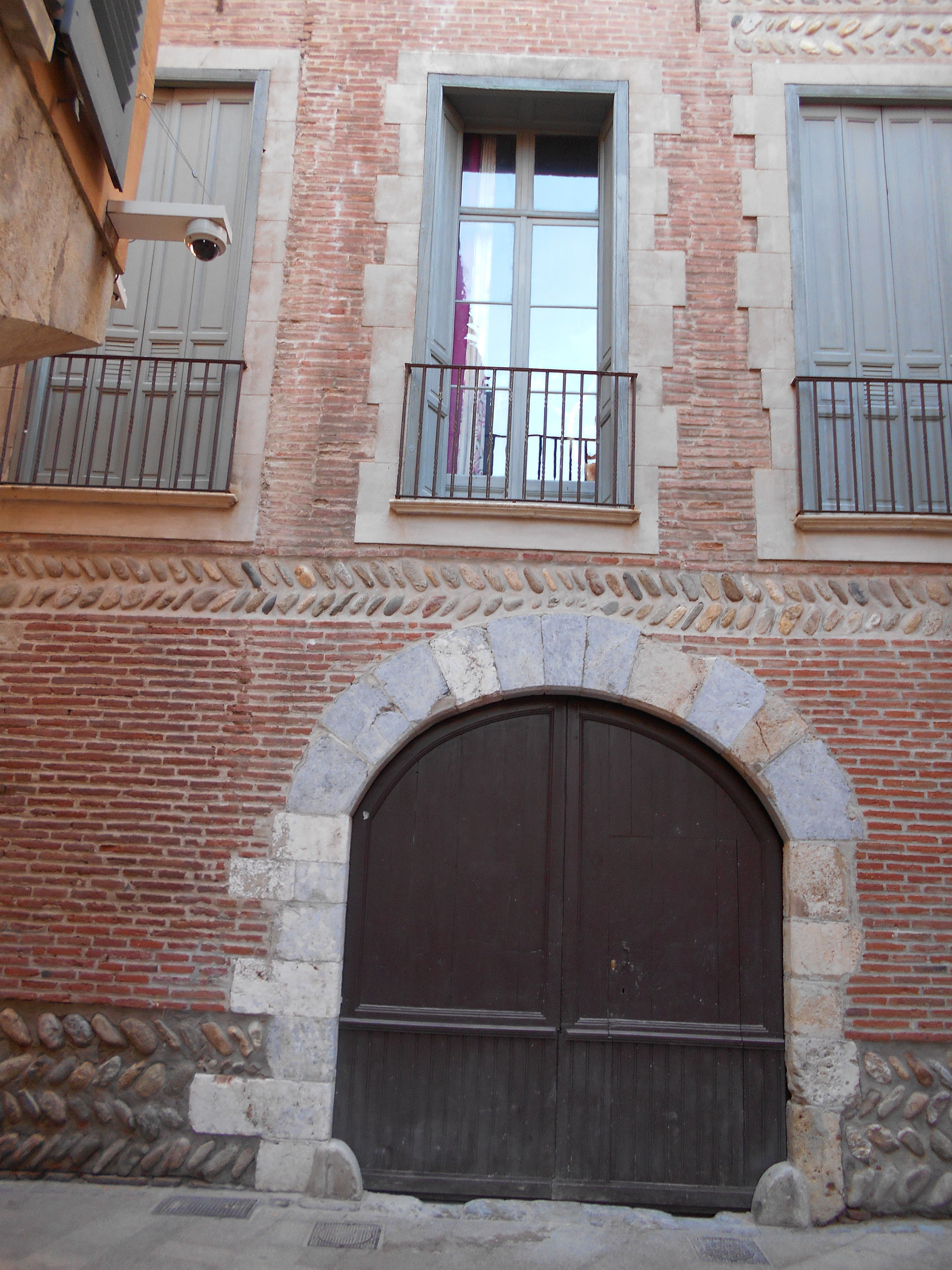
Porta principal de Casa Julià

Fou declarada monument històric el 1889; duu el nom de la família burgesa de Perpinyà que en va ser la propietària durant el segle xix, fins a l'any 1907. Es considera que data del segle xiv, i és una de les poques cases medievals que es conserven a Perpinyà. La casa Julià es pot situar dins el corrent arquitectònic del gòtic català.
Excepte el pati, els orígens medievals de la casa estan dissimulats parcialment per les successives modificacions que va sofrir a partir del segle xvii. De tota manera, els orígens medievals queden reflectits parcialment en la planta i en diversos elements remarcables, com el pati porticat i els sostres pintats.
El pati va ser restaurat el 1882 i el 1913, i és un bon exemple de pati porticat meridional. Sobre tres costats hi ha arcs de pedra sobre columnes amb el capitell esculpit de fullatge, que sostenen el primer pis. Al primer pis, petits murs de maó suporten columnes que a la vegada donen suport a arcs també de maó. Els capitells d'aquestes columnes estan esculpits amb dues fileres de fulles amb àbacs decorats amb rosasses.